# Perdita austini
Perdita austini är en biart som beskrevs av Cockerell 1895. Perdita austini ingår i släktet Perdita och familjen grävbin. Inga underarter finns listade i Catalogue of Life.